# Anjing
Anjing (kinesiska: 安靖乡, 安靖) är en socken i Kina. Den ligger i provinsen Sichuan, i den sydvästra delen av landet, omkring 160 kilometer sydväst om provinshuvudstaden Chengdu. Antalet invånare är 4 412. Befolkningen består av 2 107 kvinnor och 2 305 män. Barn under 15 år utgör 16,0 %, vuxna 15-64 år 69 %, och äldre över 65 år 14,0 %.
Genomsnittlig årsnederbörd är 1 269 millimeter. Den regnigaste månaden är juli, med i genomsnitt 291 mm nederbörd, och den torraste är december, med 10 mm nederbörd.